# Мухадов Чарияр Абдурахманович
Чарияр Абдурахманович Мухадов (туркм. Çariýar Muhadow, нар. 29 листопада 1969, Ашхабад) — радянський та туркменський футболіст, який виступав на позиції нападника. Відомий насамперед виступами за футбольний клуб «Памір» у вищій лізі СРСР, а також виступами за національну збірну Туркменістану з футболу.

## Клубна кар'єра
Чарияр Мухадов народився в столиці Туркменської РСР Ашхабаді, та розпочав виступи на футбольних полях у місцевій команді «Колхозчі» (яка пізніше змінила свою назву на «Копетдаг»), яка виступала у другій союзній лізі. Майже відразу молодий футболіст виявив свої бомбардирські здібності, та за три неповних сезони відзначився 18 забитими м'ячами у 57 проведених матчах. У 1988 році Мухадова призвали до лав Радянської Армії. Службу туркменський футболіст проходив у спортроті в Ташкенті, та паралельно грав за армійську команду СКА-РШВСМ з Ангрена Ташкентської області. Там молодий нападник також відзначався неабиякою результативністю, чим звернув на себе увагу керівників душанбинського «Паміра», який у 1989 році вперше вийшов до радянської вищої ліги. Чарияр Мухадов прийшов до «Паміра» вже після початку сезону 1989 року, тому у чемпіонаті 1989 року він зіграв лише 4 матчі, проте у наступному сезоні він у 22 проведених матчах відзначився 6 забитими м'ячами, поступившись у результативності лише Мухсину Мухамадієву. У сезоні 1991 року Мухадов у 29 проведених матчах відзначився лише 4 рази, поступившись у результативності Мухамадієву, розділивши друге місце по результативності з Азаматом Абдураїмовим та Рашидом Рахімовим. Цей чемпіонат став останнім в історії турніром на першість СРСР.
Після розпаду СРСР Мухадов повернувся на батьківщину, у свій рідний клуб «Копетдаг», із яким він виграв два перші чемпіонати незалежного Туркменістану. У 1993 році футболіст вирішив спробувати сили у турецькій першості, та перейшов до складу столичного «Анкарагюджю». Проте у команді не закріпився, зігравши лише 5 матчів у чемпіонаті, та повернувся до «Копетдага», із яким виграв і дві наступні туркменські першості.
У 1996 році, після Кубка Співдружності, на досвідченого туркменського форварда звернула увагу команда російської вищої ліги «Лада» із Тольятті. Проте Мухадов тривалий час не потрапляв у основний склад команди, переважно виходячи на заміну, і лише з другої половини сезону став гравцем стартового складу команди. Попри це, що туркменський футболіст став кращим бомбардиром автозаводців, відзначившись у 22 проведених матчах 5 забитими м'ячами, він не зумів допомогти клубу із Тольятті втриматись у вищій російській лізі. Мухадов висловлював бажання повернутись у «Копетдаг», оскільки його не влаштовували умови контракту в російському клубі, проте пізніше туркменський футболіст порозумівся з «Ладою», і ще протягом пів року грав за російський клуб. У середині 1997 року повернувся до «Копетдага», де грав до закінчення сезону 1997—1998 років. Із сезону 1998—1999 року розпочав виступи за інший ашгабатський клуб — «Ніса», із яким у цьому сезоні знову став чемпіоном Туркменістану. У складі цього клубу Мухадов грав до кінця 2000 року.
На початку 2001 року Чарияр Мухадов вирішив спробувати свої сили у першості Казахстану, та став гравцем клубу «Атирау» із однойменного міста. Проте туркменський нападник не підійшов під ігрову схему клубу, і зігравши лише 4 матчі без забитих м'ячів, перейшов до складу усть-каменогорського «Восток-Алтина». У цьому клубі Мухадов до кінця сезону зіграв 15 матчів, у яких відзначився 1 забитим м'ячем, та повернувся на батьківщину. У Туркменістані Чарияр Мухадов у 2002 році знову грав у клубі «Ніса», у 2003 році повернувся до складу «Копетдага». У сезоні 2003—2004 років Мухадов грав за клуб «Шагадам» із міста Туркменбаші, тривалий час лідирував у списку кращих бомбардирів чемпіонату із 16 м'ячами. Після закінчення сезону завершив кар'єру футболіста.

## Виступи за збірні
Чарияр Мухадов після розпаду СРСР розпочав виступи у національній збірній Туркменістану. Він грав у першій зустрічі туркменської збірної, у якій вона поступилася збірній Казахстану з рахунком 0-1 у Алма-Аті. У складі збірної Мухадов грав на Азійських іграх 1994 року в Японії. Усього Чарияр Мухадов з 1992 до 2000 року зіграв у складі збірної 23 матчі, у яких відзначився 14 забитими м'ячами. Тривалий час Чарияр Мухадов був кращим бомбардиром збірної Туркменістану з футболу.

## Особисте життя
Брат Чарияра Мухадова, Равшан Мухадов, також був відомим туркменським футболістом, деякий час очолював штаб національної туркменської збірної. Син Чарияра Мухадова, Сулейман Мухадов, також є туркменським футболістом, грає за клуб «Алтин Асир» та збірну Туркменістану.

## Досягнення
- Чемпіон Туркменістану (5): 1992, 1993, 1994, 1995, 1998, 1999.
- Володар Кубка Туркменістану (2): 1993, 1994.